# Iota Pegasi
Iota Pegasi (ι Peg / 24 Pegasi) és un sistema estel·lar en la constel·lació del Pegàs situat a 38,3 anys llum del Sistema Solar. De magnitud aparent +3,77, ocupa el novè lloc per lluentor en la seva constel·lació.
La component principal del sistema, Iota Pegasi A, és un estel blanc-groc de la seqüència principal de tipus espectral F5V. Amb una temperatura superficial de 6426 K, llueix amb una lluminositat 3,3 vegades major que la lluminositat solar, i el seu diàmetre és entre un 40 % i un 50 % més gran que el del Sol. Gira sobre si mateix amb una velocitat de rotació projectada de 7,5 km/s, implicant que el seu període de rotació és igual o inferior a 9,6 dies. Té una massa de 1,32 masses solars.
A una distància de 0,119 ua de la component A —un 30 % de la distància que separa a Mercuri del Sol— orbita Iota Pegasi B, un nan groc que, d'acord amb el seu espectre, té tipus G8V. És un estel menys lluminós que el Sol amb una massa de 0,80 massa solars. Empra només 10 dies, 5 hores i 3 minuts a completar una volta al voltant del seu company al llarg d'una òrbita pràcticament circular (ε ≈ 0).
El pla orbital està inclinat 77,6º respecte al plànol del cel.
El sistema posseeix una metal·licitat inferior a la solar, i la seva abundància relativa de ferro es troba entre el 65% i el 89% de l'existent en el nostre estel. La seva edat aproximada és de 2400 - 2500 milions d'anys.